# Aeologramma
Aeologramma är ett släkte av fjärilar. Aeologramma ingår i familjen nattflyn.
Kladogram enligt Catalogue of Life:
| Aeologramma | \| \| Aeologramma bellissima \| \| \| \| \| \| Aeologramma picatum \| \| \| \| |
|             | \| \| Aeologramma bellissima \| \| \| \| \| \| Aeologramma picatum \| \| \| \| |
|             | Aeologramma bellissima                                                         |
|             |                                                                                |
|             | Aeologramma picatum                                                            |
|             |                                                                                |